# Arboretum Kostelec nad Černými lesy
Arboretum Kostelec nad Černými lesy je arboretum, které slouží Fakultě lesnické a dřevařské České zemědělské univerzity v Praze. Arboretum se nachází asi 35 km od Prahy a 3 km severně od Kostelce nad Černými lesy (Středočeský kraj) poblíž osady Truba. Sbírka zahrnuje přes tisíc druhů dřevin z celého světa.

## Historie
Arboretum vzniklo v roce 1954. V roce 1977 bylo uváděno, že zahrnuje 89 druhů a téměř 150 nižších taxonů. Na počátku 21. století sbírka dle jiného zdroje zahrnuje přes tisíc druhů dřevin z celého světa.
Za zakladatele kosteleckého arboreta je považován tehdejší vedoucí katedry dendrologie a geobotaniky Lesnické fakulty ČZU, prof. Dr. Ing. Pravdomil Svoboda, DrSc. V letech 1963–1986 byl vedoucím arboreta doc. Pokorný, v letech 1986–1996 Ing. Jiří Holata. V současnosti (2015) arboretum vede Petr Šenfeld. V roce 2005 arboretum přijalo členství v Unii botanických zahrad ČR.

## Poloha
Arboretum leží v nadmořské výšce asi 300–340 m n. m. a zaujímalo původně plochu asi 4 ha. Později bylo zvětšeno na 7 ha. Na počátku 21. století je uváděna rozloha 12,38 ha. Vzhledem k jižní expozici svahu, na němž je arboretum umístěno, trpí většina dřevin v arboretu přísušky. Původním porostem byly kyselé habrové doubravy. Pod jižním (nejspodnějším) okrajem pozemku je v údolí bezejmenného potoka zřízen rybník a podél toku se od roku 2019 buduje naučná stezka, přístupná po žluté turistické značce z náměstí Kostelce nad Černými Lesy.

## Dřeviny
V arboretu je pěstováno 8186 kusů dřevin, celkový počet taxonů, tedy včetně poddruhů, čítá 1707.
Ze vzácnějších jehličnatých dřevin zde roste např. jedle jehlicovitá (Abies holophylla), cedr himálajský (Cedrus deodara), pazerav sbíhavý (Calocedrus decurrens), smrk Brewerův (Picea breweriana), borovice Armandova (Pinus armandi), borovice sibiřská (Pinus cembra var. sibirica), borovice Bungeova (P. bungeana), sekvojovec obrovský (Sequoiadendron giganteum) nebo metasekvoje čínská (Metasequoia glyptostroboides).
Ze vzácnějších listnatých druhů je zde k vidění jírovec drobnokvětý (Aesculus parviflora), javor okrouhlolistý (Acer circinatum), křivouš kořenující (Campsis radicans), katalpa vejčitá (Catalpa ovata), postopčák cizí (Comptonia peregrina), enkiantus zvonkovitý (Enkianthus campanulatus), zábluda Escalonia langleyensis, dřezovec čínský (Gleditsia sinensis), nahovětvec kanadský (Gymnocladus dioica), ibišek syrský (Hibiscus syriacus), mamota širokolistá (Kalmia latifolia), ambroň západní (Liquidambar styraciflua), mákie amurská (Maackia amurensis), mahoniodřišťál cesmínolistý (×Mahoberberis ilicifolia), tavolníkovka kytkokvětá (Neillia thyrsiflora), parocie perská (Parrotia persica), pavlovnie plstnatá (Paulownia tomentosa), dub libanonský (Quercus libani), dub velkokvětý (Quercus macranthera) nebo hruškojeřáb ouškatý (×Sorbopyrus auricularis).

## Využití
Arboretum je využíváno pro studijní potřeby a praktickou výuku České zemědělské univerzity v Praze. Slouží rovněž k vědeckým účelům při studiu hodnocení růstu introdukovaných dřevin, coby sbírka dřevin významná šíří sortimentu a jako populárně naučná instituce – zpřístupněním a popularizací dendrologie veřejnosti. Pro veřejnost bývá otevřeno v rámci Dnů otevřených dveří, a to dvakrát ročně (na jaře a na podzim).